# 일본의 내각관방장관
내각관방장관(일본어: 内閣官房長官 나이카쿠칸보초칸[*], 영어: Chief Cabinet Secretary)은 일본 내각관방의 사무처장으로, 국무대신에 해당한다.
내각관방을 통솔하여 여러 가지 사무를 처리하고, 내각의 중요한 결정 사항에 대해 조정을 실시한다. 또한 주요 사항에 대한 보고나 여러 가지 사태에 대한 정부의 공식 견해를 발표하는 정부 대변인 등의 역할도 수행하므로, 언론에서 내각총리대신과 함께 노출되는 경우가 많고, 인지도 또한 높은 중요한 직위이다. 총리의 측근이 임명되는 경우가 많으므로, "수상의 호신용 비수" 라고도 한다. 또한 내각부의 사무도 관할하여 처리하지만, 하위 부청의 장이 국무대신일 경우에는 담당하지 않는다.
집무실은 총리대신 관저 5층에 위치하고 있으며, 특별직국가공무원인 국무대신 비서관 1명이 할당된다.

## 보좌관
내각관방장관을 보좌하기 위해, 다음 보직이 설치되어 있다.
- 내각관방 부장관(3명)

내각총리대신이 임명하고, 천황이 인증하는 인증관이다.
- 내각위기관리감(1명)
- 내각관방 부장관보(3명)
- 내각 홍보관(1명)
- 내각 정보관(1명)
- 내각 총무관(1명)

## 역사

### 내각서기관장
내각서기관장은 태정관의 대신이나 참의의 회의를 ‘내각’이라고 부르던 시절인 1879년 3월 12일에 발족했다. 다만 당시에는 내각이 법률에 근거하지 않은 합의체이자 조직으로, 서기관장도 비상설직이었다. 서기관장 아래에는 대서기관 및 소서기관이 설치되어 있었다.
1885년 12월 22일에 내각제도가 창설되면서, 내각서기관장은 정식 상설직이 되었다. 제1차 이토 내각의 서기관장에는 태정관 시대의 마지막 서기관장이었던 다나카 미쓰아키가 유임되었다. 당시의 직무는 “내각총리대신의 명을 받아 기밀 문서를 관장하고, 내각의 서무를 통리하며, 그 직원의 임면을 담당한다”고 규정되었다.

### 내각관방장관
- 1947년 5월 3일 일본국 헌법이 시행되면서, 내각서기관장직을 폐하고 내각관방장관을 설치하였다. 당시에는 국무대신이어야 할 필요는 없었고, 내각총리대신의 의사에 따라 국무대신이나 공무원 중에서 임명되었다.
- 1963년 6월 11일 내각법이 일부 개정되면서, 내각총리대신이 임명하고 천황이 인증하는 인증관이 되었다. 이에 따라 국무대신이 아닌 사람이 내각관방장관으로 임명되더라도, 천황이 인증하게 되었다.
- 1966년 6월 28일 내각법이 일부 개정되면서, 내각관방장관은 국무대신 중에서 임명하게 되었다.
- 1984년 7월 1일 총무청이 설치되면서, 내각관방과 총리부(대신이 장이 되는 청 등을 제외)의 총괄도 담당하게 되었다.
- 2000년 4월 5일 내각총리대신의 유사시 임시 대리로 예정된 사람의 지정이 복수로 모호하다는 지적이 있어, 내각 조성시에 미리 제5순위까지 규정하는 방식으로 변하면서, 내각관방장관이 제1순위가 되었다.
- 2001년 1월 6일 2001년의 중앙 성청 개편|중앙성청개편]]에 따라 총리부 대신 내각부(대신이 장이 되는 청 등을 제외)의 총괄도 담당하게 되었다.

## 정부 수뇌
언론의 보도에서 ‘정부 수뇌’라고 지칭할 때는, 관례적으로 내각관방장관을 말한다. 이는 공식 발언이 아닌 기자간담회 등의 발언에 대해 이용되는 표현이다.

## 역대 내각관방장관

### 내각서기관장
| 태정관 시대의 내각서기관장 | 태정관 시대의 내각서기관장 | 태정관 시대의 내각서기관장 | 태정관 시대의 내각서기관장       | 태정관 시대의 내각서기관장 |
| --- | -------------------------- | -------------------------- | -------------------------------- | -------------------------- |
| 1. 나카무라 고우키(中村弘毅, 1879년 3월 12일~1880년 4월 10일) 2. 이노우에 다케시(井上毅, 1882년 1월 28일~1883년 7월 16일) 3. 히지카타 히사모토(土方久元, 1884년 12월 16일~1885년 7월 29일) 4. 다나카 미쓰아키(田中光顯, 1885년 7월 29일~1885년 12월 22일, 이후 제1차 이토 내각의 내각서기관장으로 유임) |                            |                            |                                  |                            |
| 내각서기관장 |                            |                            |                                  |                            |
| 대수 | 이름                       | 내각                       | 재직 기간                        | 비고                       |
| 1 | 다나카 미쓰아키            | 제1차 이토 내각            | 1885년 12월 22일~1888년 4월 30일 |                            |
| 2 | 고마키 마사나리            | 구로다 내각                | 1888년 4월 30일~1889년 12월 24일 |                            |
| 3 | 스후 고헤이                | 제1차 야마가타 내각        | 1889년 12월 24일~1891년 5월 6일  |                            |
| 4 | 히라야마 시게노부          | 제1차 마쓰카타 내각        | 1891년 6월 15일~1892년 8월 8일   |                            |
| 5 | 이토 미요지                | 제2차 이토 내각            | 1892년 8월 8일~1896년 8월 31일   |                            |
| 6 | 다카하시 겐조              | 제2차 마쓰카타 내각        | 1896년 9월 20일~1897년 10월 8일  |                            |
| 7 | 히라야마 시게노부          | 제2차 마쓰카타 내각        | 1897년 10월 28일~1897년 1월 12일 | 재임.                      |
| 8 | 사메지마 다케노스케        | 제3차 이토 내각            | 1898년 1월 12일~1898년 6월 30일  | 귀족원                     |
| 9 | 다케노미 도키토시          | 제1차 오쿠마 내각          | 1898년 6월 30일~1898년 11월 8일  |                            |
| 10 | 야스히로 반이치로          | 제2차 야마가타 내각        | 1898년 11월 8일~1900년 10월 19일 |                            |
| 11 | 사메지마 다케노스케        | 제4차 이토 내각            | 1900년 10월 19일~1901년 6월 2일  | 재임.                      |
| 12 | 시바타 가몬                | 제1차 가쓰라 내각          | 1901년 6월 2일~1906년 1월 7일    |                            |
| 13 | 이시와타 빈이치            | 제1차 사이온지 내각        | 1906년 1월 7일~1908년 1월 4일    |                            |
| 14 | 미나미 히로시              | 제1차 사이온지 내각        | 1908년 1월 4일~1908년 7월 14일   |                            |
| 15 | 시바타 가몬                | 제2차 가쓰라 내각          | 1908년 7월 14일~1911년 8월 30일  | 재임.                      |
| 16 | 미나미 히로시              | 제2차 사이온지 내각        | 1911년 8월 30일~1912년 12월 21일 | 재임.                      |
| 17 | 에기 다스쿠                | 제3차 가쓰라 내각          | 1912년 12월 21일~1913년 2월 20일 |                            |
| 18 | 야마노우치 가즈쓰구        | 제1차 야마모토 내각        | 1913년 2월 20일~1914년 4월 16일  |                            |
| 19 | 에기 다스쿠                | 제2차 오쿠마 내각          | 1914년 4월 16일~1916년 10월 9일  | 재임                       |
| 20 | 고다마 히데오              | 데라우치 내각              | 1916년 10월 9일~1918년 9월 29일  |                            |
| 21 | 다카하시 미쓰타케          | 하라 내각                  | 1918년 9월 29일~1921년 11월 13일 | 입헌정우회                 |
| 22 | 미쓰치 주조                | 다카하시 내각              | 1921년 11월 24일~1922년 6월 12일 | 입헌정우회                 |
| 23 | 미야타 미쓰오              | 가토 도모사부로 내각       | 1922년 6월 12일~1923년 9월 2일   | 남만주 철도                |
| 24 | 가바야마 스게히데          | 제2차 야마모토 내각        | 1923년 9월 2일~1924년 1월 7일    |                            |
| 25 | 고바시 이치다              | 기요우라 내각              | 1924년 1월 7일~1924년 6월 11일   | 정우본당                   |
| 26 | 에기 다스쿠                | 가토 다카아키 내각         | 1924년 6월 11일~1925년 8월 2일   | 재임                       |
| 27 | 쓰카모토 세이지            | 제1차 와카쓰키 내각        | 1925년 8월 2일~1927년 4월 20일   |                            |
| 28 | 하토야마 이치로            | 다나카 기이치 내각         | 1927년 4월 20일~1929년 7월 2일   | 입헌정우회                 |
| 29 | 스즈키 후지야              | 하마구치 내각              | 1929년 7월 2일~1931년 4월 14일   | 입헌민정당                 |
| 30 | 가와사키 다쿠키치          | 제2차 와카쓰키 내각        | 1931년 4월 14일~1931년 12월 13일 |                            |
| 31 | 모리 가쿠                  | 이누카이 내각              | 1931년 12월 13일~1932년 5월 26일 | 입헌정우회                 |
| 32 | 시바타 센사부로            | 사이토 내각                | 1932년 5월 26일~1933년 3월 13일  | 내무성                     |
| 33 | 호리키리 센지로            | 사이토 내각                | 1933년 3월 13일~1934년 7월 8일   |                            |
| 34 | 가와다 이사오              | 오카다 내각                | 1934년 7월 8일~1934년 10월 20일  |                            |
| 35 | 요시다 시게루              | 오카다 내각                | 1934년 10월 20일~1935년 5월 11일 |                            |
| 36 | 시로네 다케스케            | 오카다 내각                | 1935년 5월 11일~1936년 3월 9일   |                            |
| 37 | 후지누마 쇼헤이            | 히로타 내각                | 1936년 3월 10일~1937년 2월 2일   |                            |
| 38 | 오하시 하치로              | 하야시 내각                | 1937년 2월 2일~1937년 6월 4일    |                            |
| 39 | 가자미 아키라              | 제1차 고노에 내각          | 1937년 6월 4일~1939년 1월 4일    |                            |
| 40 | 다나베 하라미치            | 히라누마 내각              | 1939년 1월 5일~1939년 4월 7일    |                            |
| 41 | 오타 고조                  | 히라누마 내각              | 1939년 4월 7일~1939년 8월 30일   |                            |
| 42 | 엔도 류사쿠                | 아베 노부유키 내각         | 1939년 8월 30일~1940년 1월 15일  |                            |
| 43 | 이시와타 소타로            | 요나이 내각                | 1940년 1월 15일~1940년 7월 22일  |                            |
| 44 | 도미타 겐지                | 제2차 고노에 내각          | 1940년 7월 22일~1941년 10월 18일 | 내무성                     |
| 45 | 도미타 겐지                | 제3차 고노에 내각          | 1940년 7월 22일~1941년 10월 18일 | 내무성                     |
| 46 | 호시노 나오키              | 도조 내각                  | 1941년 10월 18일~1944년 7월 22일 |                            |
| 47 | 미우라 가즈오              | 고이소 내각                | 1944년 7월 22일~1944년 7월 29일  |                            |
| 48 | 다나카 다케오              | 고이소 내각                | 1944년 7월 29일~1945년 2월 10일  |                            |
| 49 | 히로세 다다히사            | 고이소 내각                | 1945년 2월 10일~1945년 2월 21일  |                            |
| 50 | 이시와타 소타로            | 고이소 내각                | 1945년 2월 21일~1945년 4월 7일   | 재임                       |
| 51 | 사코미즈 히사쓰네          | 스즈키 간타로 내각         | 1945년 4월 7일~1945년 8월 15일   | 대장성                     |
| 52 | 오가타 다케토라            | 히가시쿠니노미야 내각      | 1945년 8월 15일~1945년 10월 5일  | 귀족원                     |
| 53 | 쓰기타 다이자부로          | 시데하라 내각              | 1945년 10월 9일~1946년 1월 13일  | 귀족원                     |
| 54 | 나라하시 와타루            | 시데하라 내각              | 1946년 1월 13일~1946년 5월 22일  | 귀족원                     |
| 55 | 하야시 조지                | 제1차 요시다 내각          | 1946년 5월 29일~1947년 5월 2일   | 일본자유당                 |

### 내각관방장관
| 비 인증관 시대(1947년 5월 3일~1963년 6월 11일) | 비 인증관 시대(1947년 5월 3일~1963년 6월 11일) | 비 인증관 시대(1947년 5월 3일~1963년 6월 11일)                                                                                   | 비 인증관 시대(1947년 5월 3일~1963년 6월 11일) | 비 인증관 시대(1947년 5월 3일~1963년 6월 11일) | 비 인증관 시대(1947년 5월 3일~1963년 6월 11일)       |
| 대수                                           | 이름                                           | 내각 | 재임 기간                                      | 소속                                           | 비고                                                 |
| ---------------------------------------------- | ---------------------------------------------- | --- | ---------------------------------------------- | ---------------------------------------------- | ---------------------------------------------------- |
| 1                                              | 하야시 조지                                    | 제1차 요시다 내각 | 1947년 5월 3일 ~ 1947년 5월 24일               | 일본자유당                                     | 구 친임관 대우                                       |
| -                                              | 공석                                           | 가타야마 내각 | 1947년 5월 24일 ~ 1947년 6월 1일               |                                                |                                                      |
| 2                                              | 니시오 스에히로                                | 가타야마 내각 | 1947년 6월 1일 ~ 1948년 3월 10일               | 일본사회당                                     | 국무대신 겸 내각관방장관                             |
| 3                                              | 도마베치 기조                                  | 아시다 내각 | 1948년 3월 10일 ~ 1948년 10월 15일             | 민주당                                         | 국무대신 겸 내각관방장관                             |
| -                                              | 공석                                           | 제2차 요시다 내각 | 1948년 10월 15일 ~ 1948년 10월 17일            |                                                |                                                      |
| 4                                              | 사토 에이사쿠                                  | 제2차 요시다 내각 | 1948년 10월 17일 ~ 1949년 2월 16일             | 운수성 관료                                    |                                                      |
| 5                                              | 마스다 가네시치                                | 제3차 요시다 내각 | 1949년 2월 16일 ~ 1949년 6월 24일              | 민주자유당                                     |                                                      |
| 6                                              | 마스다 가네시치                                | 제3차 요시다 내각 | 1949년 6월 24일 ~ 1950년 5월 6일               | 민주자유당                                     | 국무대신                                             |
| 7                                              | 오카자키 가쓰오                                | 제3차 요시다 내각 | 1950년 5월 6일 ~ 1951년 6월 28일               | 민주자유당                                     |                                                      |
| 7                                              | 오카자키 가쓰오                                | 제3차 요시다 내각 제1차 개조내각                                                                                                 | 1951년 6월 28일 ~ 1951년 7월 4일               | 민주자유당                                     |                                                      |
| 7                                              | 오카자키 가쓰오                                | 제3차 요시다 내각 제2차 개조내각                                                                                                 | 1951년 7월 4일 ~ 1951년 12월 16일              | 민주자유당                                     |                                                      |
| 8                                              | 호리 시게루                                    | 제3차 요시다 내각 제3차 개조내각                                                                                                 | 1951년 12월 26일 ~ 1952년 10월 30일            | 자유당                                         |                                                      |
| 9                                              | 오가타 다케토라                                | 제4차 요시다 내각 | 1952년 10월 30일 ~ 1953년 3월 24일             | 자유당                                         | 국무대신 부총리(1952년 11월 28일 이후)               |
| 10                                             | 후쿠나가 겐지                                  | 제4차 요시다 내각 | 1953년 3월 24일 ~ 1953년 5월 21일              | 자유당                                         |                                                      |
| 11                                             | 후쿠나가 겐지                                  | 제5차 요시다 내각 | 1953년 5월 21일 ~ 1954년 9월 24일              | 자유당                                         |                                                      |
| 12                                             | 후쿠나가 겐지                                  | 제5차 요시다 내각 | 1954년 9월 24일 ~ 1954년 12월 10일             | 자유당                                         | 국무대신                                             |
| 13                                             | 네모토 류타로                                  | 제1차 하토야마 이치로 내각 | 1954년 12월 10일 ~ 1955년 3월 19일             | 일본민주당                                     |                                                      |
| 14                                             | 네모토 류타로                                  | 제2차 하토야마 이치로 내각 | 1955년 3월 19일 ~ 1955년 11월 22일             | 일본민주당                                     |                                                      |
| 15                                             | 네모토 류타로                                  | 제3차 하토야마 이치로 내각 | 1955년 11월 22일 ~ 1956년 12월 23일            | 일본민주당                                     |                                                      |
| 16                                             | 이시다 히로히데                                | 이시바시 내각 | 1956년 12월 23일 ~ 1957년 2월 25일             | 자유민주당                                     |                                                      |
| 17                                             | 이시다 히로히데                                | 제1차 기시 내각 | 1957년 2월 25일 ~ 1957년 7월 10일              | 자유민주당                                     |                                                      |
| 18                                             | 아이치 기이치                                  | 제1차 기시 내각 개조내각 | 1957년 7월 10일 ~ 1958년 6월 12일              | 자유민주당                                     |                                                      |
| 19                                             | 아카기 무네노리                                | 제2차 기시 내각 | 1958년 6월 12일 ~ 1959년 6월 18일              | 자유민주당                                     |                                                      |
| 20                                             | 시나 에쓰사부로                                | 제2차 기시 내각 개조내각 | 1959년 6월 18일 ~ 1960년 7월 19일              | 자유민주당                                     |                                                      |
| 21                                             | 오히라 마사요시                                | 제1차 이케다 내각 | 1960년 7월 19일 ~ 1960년 12월 8일              | 자유민주당                                     |                                                      |
| 22                                             | 오히라 마사요시                                | 제2차 이케다 내각 | 1960년 12월 8일 ~ 1961년 7월 18일              | 자유민주당                                     |                                                      |
| 22                                             | 오히라 마사요시                                | 제2차 이케다 내각 제1차 개조내각                                                                                                 | 1961년 7월 18일 ~ 1962년 7월 18일              | 자유민주당                                     |                                                      |
| 23                                             | 구로가네 야스미                                | 제2차 이케다 내각 제2차 개조내각                                                                                                 | 1962년 7월 18일 ~ 1963년 6월 11일              | 자유민주당                                     |                                                      |
| 인증관 시대(1963년 6월 11일~1966년 6월 28일)   |                                                | |                                                |                                                |                                                      |
| 24                                             | 구로가네 야스미                                | 제2차 이케다 내각 제2차 개조내각                                                                                                 | 1963년 6월 11일 ~ 1963년 7월 18일              | 자유민주당                                     |                                                      |
| 24                                             | 구로가네 야스미                                | 제2차 이케다 내각 제3차 개조내각                                                                                                 | 1963년 7월 18일 ~ 1963년 12월 9일              | 자유민주당                                     |                                                      |
| 25                                             | 구로가네 야스미                                | 제3차 이케다 내각 | 1963년 12월 9일 ~ 1964년 7월 18일              | 자유민주당                                     |                                                      |
| 26                                             | 스즈키 젠코                                    | 제3차 이케다 내각 개조내각 | 1964년 7월 18일 ~ 1964년 11월 9일              | 자유민주당                                     |                                                      |
| 27                                             | 하시모토 도미사부로                            | 제1차 사토 내각 | 1964년 11월 9일 ~ 1965년 6월 3일               | 자유민주당                                     |                                                      |
| 27                                             | 하시모토 도미사부로                            | 제1차 사토 내각 제1차 개조내각                                                                                                   | 1965년 6월 3일 ~ 1966년 6월 28일               | 자유민주당                                     |                                                      |
| 국무대신 시대(1966년 6월 28일~)                |                                                | |                                                |                                                |                                                      |
| 28                                             | 하시모토 도미사부로                            | 제1차 사토 내각 제1차 개조내각                                                                                                   | 1966년 6월 28일 ~ 1966년 8월 1일               | 자유민주당                                     |                                                      |
| 29                                             | 아이치 기이치                                  | 제1차 사토 내각 제2차 개조내각                                                                                                   | 1966년 8월 1일 ~ 1966년 12월 3일               | 자유민주당                                     |                                                      |
| 30                                             | 후쿠나가 겐지                                  | 제1차 사토 내각 제3차 개조내각                                                                                                   | 1966년 12월 3일 ~ 1967년 2월 17일              | 자유민주당                                     |                                                      |
| 31                                             | 후쿠나가 겐지                                  | 제2차 사토 내각 | 1967년 2월 17일 ~ 1967년 6월 21일              | 자유민주당                                     |                                                      |
| 32                                             | 기무라 도시오                                  | 제2차 사토 내각 | 1967년 6월 21일 ~ 1967년 11월 25일             | 자유민주당                                     |                                                      |
| 32                                             | 기무라 도시오                                  | 제2차 사토 내각 제1차 개조내각                                                                                                   | 1967년 11월 25일 ~ 1968년 11월 30일            | 자유민주당                                     |                                                      |
| 33                                             | 호리 시게루                                    | 제2차 사토 내각 제2차 개조내각                                                                                                   | 1968년 11월 30일 ~ 1970년 1월 14일             | 자유민주당                                     |                                                      |
| 34                                             | 호리 시게루                                    | 제3차 사토 내각 | 1970년 1월 14일 ~ 1971년 7월 5일               | 자유민주당                                     |                                                      |
| 35                                             | 다케시타 노보루                                | 제3차 사토 내각 개조내각 | 1971년 7월 5일 ~ 1972년 7월 7일                | 자유민주당                                     |                                                      |
| 36                                             | 니카이도 스스무                                | 제1차 다나카 가쿠에이 내각 | 1972년 7월 7일 ~ 1972년 12월 22일              | 자유민주당                                     |                                                      |
| 37                                             | 니카이도 스스무                                | 제2차 다나카 가쿠에이 내각 | 1972년 12월 22일 ~ 1973년 11월 25일            | 자유민주당                                     |                                                      |
| 37                                             | 니카이도 스스무                                | 제2차 다나카 가쿠에이 내각 제1차 개조내각                                                                                        | 1973년 11월 25일 ~ 1974년 11월 11일            | 자유민주당                                     |                                                      |
| 38                                             | 다케시타 노보루                                | 제2차 다나카 가쿠에이 내각 제2차 개조내각                                                                                        | 1974년 11월 11일 ~ 1974년 12월 9일             | 자유민주당                                     |                                                      |
| 39                                             | 이데 이치타로                                  | 미키 내각 | 1974년 12월 9일 ~ 1976년 9월 15일              | 자유민주당                                     |                                                      |
| 39                                             | 이데 이치타로                                  | 미키 내각 개조내각 | 1976년 9월 15일 ~ 1976년 12월 24일             | 자유민주당                                     |                                                      |
| 40                                             | 소노다 스나오                                  | 후쿠다 다케오 내각 | 1976년 12월 24일 ~ 1977년 11월 28일            | 자유민주당                                     |                                                      |
| 41                                             | 아베 신타로                                    | 후쿠다 다케오 내각 개조내각 | 1977년 11월 28일 ~ 1978년 12월 7일             | 자유민주당                                     |                                                      |
| 42                                             | 다나카 로쿠스케                                | 제1차 오히라 내각 | 1978년 12월 7일 ~ 1979년 11월 9일              | 자유민주당                                     |                                                      |
| 43                                             | 이토 마사요시                                  | 제2차 오히라 내각 | 1979년 11월 9일 ~ 1980년 7월 17일              | 자유민주당                                     | 내각총리대신 임시대리(부총리) (1980년 6월 11일 이후) |
| 44                                             | 미야자와 기이치                                | 스즈키 젠코 내각 | 1980년 7월 17일 ~ 1981년 11월 30일             | 자유민주당                                     |                                                      |
| 44                                             | 미야자와 기이치                                | 스즈키 젠코 내각 개조내각 | 1981년 11월 30일 ~ 1982년 11월 27일            | 자유민주당                                     |                                                      |
| 45                                             | 고토다 마사하루                                | 제1차 나카소네 내각 | 1982년 11월 27일 ~ 1983년 12월 27일            | 자유민주당                                     |                                                      |
| 46                                             | 후지나미 다카오                                | 제2차 나카소네 내각 | 1983년 12월 27일 ~ 1984년 11월 1일             | 자유민주당                                     |                                                      |
| 46                                             | 후지나미 다카오                                | 제2차 나카소네 내각 제1차 개조내각                                                                                               | 1984년 11월 1일 ~ 1985년 12월 28일             | 자유민주당                                     |                                                      |
| 47                                             | 고토다 마사하루                                | 제2차 나카소네 내각 제2차 개조내각                                                                                               | 1985년 12월 28일 ~ 1986년 7월 22일             | 자유민주당                                     |                                                      |
| 48                                             | 고토다 마사하루                                | 제3차 나카소네 내각 | 1986년 7월 22일 ~ 1987년 11월 6일              | 자유민주당                                     |                                                      |
| 49                                             | 오부치 게이조                                  | 다케시타 내각 | 1987년 11월 6일 ~ 1989년 6월 3일               | 자유민주당                                     | 새 연호 '헤이세이'를 발표.                           |
| 50                                             | 시오카와 마사주로                              | 우노 내각 | 1989년 6월 3일 ~ 1989년 8월 10일               | 자유민주당                                     |                                                      |
| 51                                             | 야마시타 도쿠오                                | 제1차 가이후 내각 | 1989년 8월 10일 ~ 1989년 8월 25일              | 자유민주당                                     |                                                      |
| 52                                             | 모리야마 마유미                                | 제1차 가이후 내각 | 1989년 8월 25일 ~ 1990년 2월 28일              | 자유민주당                                     |                                                      |
| 53                                             | 사카모토 미소지                                | 제2차 가이후 내각 | 1990년 2월 28일 ~ 1990년 12월 29일             | 자유민주당                                     |                                                      |
| 53                                             | 사카모토 미소지                                | 제2차 가이후 내각 개조내각 | 1990년 12월 29일 ~ 1991년 11월 5일             | 자유민주당                                     |                                                      |
| 54                                             | 가토 고이치                                    | 미야자와 내각 | 1991년 11월 5일 ~ 1992년 12월 12일             | 자유민주당                                     |                                                      |
| 55                                             | 고노 요헤이                                    | 미야자와 내각 개조내각 | 1992년 12월 12일 ~ 1993년 8월 9일              | 자유민주당                                     |                                                      |
| 56                                             | 다케무라 마사요시                              | 호소카와 내각 | 1993년 8월 9일 ~ 1994년 4월 28일               | 신당 사키가케                                  |                                                      |
| -                                              | 하다 쓰토무                                    | 하타 내각 | 1994년 4월 28일                                | 신생당                                         | (내각총리대신으로) 내각관방장관 사무 취급            |
| 57                                             | 구마가이 히로시                                | 하타 내각 | 1994년 4월 28일 ~ 1994년 6월 30일              | 신생당                                         |                                                      |
| 58                                             | 이가라시 고조                                  | 무라야마 내각 | 1994년 6월 30일 ~ 1995년 8월 8일               | 일본사회당                                     |                                                      |
| 59                                             | 노사카 고켄                                    | 무라야마 내각 개조내각 | 1995년 8월 8일 ~ 1996년 1월 11일               | 일본사회당                                     |                                                      |
| 60                                             | 가지야마 세이로쿠                              | 제1차 하시모토 내각 | 1996년 1월 11일 ~ 1996년 11월 7일              | 자유민주당                                     |                                                      |
| 61                                             | 가지야마 세이로쿠                              | 제2차 하시모토 내각 | 1996년 11월 7일 ~ 1997년 9월 11일              | 자유민주당                                     |                                                      |
| 62                                             | 무라오카 가네조                                | 제2차 하시모토 내각 개조내각 | 1997년 9월 11일 ~ 1998년 7월 30일              | 자유민주당                                     |                                                      |
| 63                                             | 노나카 히로무                                  | 오부치 내각 | 1998년 7월 30일 ~ 1999년 1월 14일              | 자유민주당                                     |                                                      |
| 63                                             | 노나카 히로무                                  | 오부치 내각 제1차 개조내각 | 1999년 1월 14일 ~ 1999년 10월 5일              | 자유민주당                                     |                                                      |
| 64                                             | 아오키 미키오                                  | 오부치 내각 제2차 개조내각 | 1999년 10월 5일 ~ 2000년 4월 5일               | 자유민주당(참)                                 | 내각총리대신 임시대리 (2000년 4월 3일 이후)          |
| 65                                             | 아오키 미키오                                  | 제1차 모리 내각 | 2000년 4월 5일 ~ 2000년 7월 4일                | 자유민주당(참)                                 |                                                      |
| 66                                             | 나카가와 히데나오                              | 제2차 모리 내각 | 2000년 7월 4일 ~ 2000년 10월 27일              | 자유민주당                                     |                                                      |
| 67                                             | 후쿠다 야스오                                  | 제2차 모리 내각 | 2000년 10월 27일 ~ 2000년 12월 5일             | 자유민주당                                     |                                                      |
| 67                                             | 후쿠다 야스오                                  | 제2차 모리 내각 개조내각 | 2000년 12월 5일 ~ 2001년 4월 26일              | 자유민주당                                     |                                                      |
| 68                                             | 후쿠다 야스오                                  | 제1차 고이즈미 내각 | 2001년 4월 26일 ~ 2002년 9월 30일              | 자유민주당                                     |                                                      |
| 68                                             | 후쿠다 야스오                                  | 제1차 고이즈미 내각 제1차 개조내각                                                                                               | 2002년 9월 30일 ~ 2003년 9월 22일              | 자유민주당                                     |                                                      |
| 68                                             | 후쿠다 야스오                                  | 제1차 고이즈미 내각 제2차 개조내각                                                                                               | 2003년 9월 22일 ~ 2003년 11월 29일             | 자유민주당                                     |                                                      |
| 69                                             | 후쿠다 야스오                                  | 제2차 고이즈미 내각 | 2003년 11월 19일 ~ 2004년 5월 7일              | 자유민주당                                     |                                                      |
| 70                                             | 호소다 히로유키                                | 제2차 고이즈미 내각 | 2004년 5월 7일 ~ 2004년 9월 27일               | 자유민주당                                     |                                                      |
| 70                                             | 호소다 히로유키                                | 제2차 고이즈미 개조내각 | 2004년 9월 27일 ~ 2005년 9월 21일              | 자유민주당                                     |                                                      |
| 71                                             | 호소다 히로유키                                | 제3차 고이즈미 내각 | 2005년 9월 21일 ~ 2005년 10월 31일             | 자유민주당                                     |                                                      |
| 72                                             | 아베 신조                                      | 제3차 고이즈미 개조내각 | 2005년 10월 31일 ~ 2006년 9월 26일             | 자유민주당                                     |                                                      |
| 73                                             | 시오자키 야스히사                              | 제1차 아베 신조 내각 | 2006년 9월 26일 ~ 2007년 8월 27일              | 자유민주당                                     |                                                      |
| 74                                             | 요사노 가오루                                  | 제1차 아베 신조 내각 개조내각 | 2007년 8월 27일 ~ 2006년 9월 26일              | 자유민주당                                     |                                                      |
| 75                                             | 마치무라 노부타카                              | 후쿠다 야스오 내각 | 2006년 9월 26일 ~ 2008년 9월 24일              | 자유민주당                                     |                                                      |
| 76                                             | 가와무라 다케오                                | 아소 다로 내각 | 2008년 9월 24일 ~ 2009년 9월 16일              | 자유민주당                                     |                                                      |
| 77                                             | 히라노 히로후미                                | 하토야마 유키오 내각 | 2009년 9월 16일 ~ 2010년 6월 8일               | 민주당                                         |                                                      |
| 78                                             | 센고쿠 요시토                                  | 간 내각 간 내각 제1차 개조내각                                                                                                   | 2010년 6월 8일 ~ 2011년 1월 14일               | 민주당                                         |                                                      |
| 79                                             | 에다노 유키오                                  | 간 내각 제2차 개조내각 | 2011년 1월 14일~2011년 9월 2일                 | 민주당                                         |                                                      |
| 80                                             | 후지무라 오사무                                | 노다 내각 노다 내각 제1차 개조내각 노다 내각 제2차 개조내각 노다 내각 제3차 개조내각                                             | 2011년 9월 2일~2012년 12월 26일                | 민주당                                         |                                                      |
| 81                                             | 스가 요시히데                                  | 제2차 아베 신조 내각 제2차 아베 신조 내각 개조내각                                                                               | 2012년 12월 26일~2014년 12월 24일              | 자유민주당                                     | 새 연호 '레이와'를 발표.                             |
| 82                                             | 스가 요시히데                                  | 제3차 아베 신조 내각 제3차 아베 신조 내각 제1차 개조내각 제3차 아베 신조 내각 제2차 개조내각 제3차 아베 신조 내각 제3차 개조내각 | 2014년 12월 24일~2017년 11월 1일               | 자유민주당                                     | 새 연호 '레이와'를 발표.                             |
| 83                                             | 스가 요시히데                                  | 제4차 아베 신조 내각 제4차 아베 신조 내각 제1차 개조내각 제4차 아베 신조 내각 제2차 개조내각                                     | 2017년 11월 1일~2020년 9월 16일                | 자유민주당                                     | 새 연호 '레이와'를 발표.                             |
| 84                                             | 가토 가쓰노부                                  | 스가 내각 | 2020년 9월 16일~2021년 10월 4일                | 자유민주당                                     |                                                      |
| 85                                             | 마쓰노 히로카즈                                | 제1차 기시다 내각 | 2021년 10월 4일~2021년 11월 10일               | 자유민주당                                     |                                                      |
| 86                                             | 마쓰노 히로카즈                                | 제2차 기시다 내각 | 2021년 11월 10일~2023년 12월 14일              | 자유민주당                                     |                                                      |
| 87                                             | 하야시 요시마사                                | 제2차 기시다 내각 (제2차 개조)                                                                                                   | 2023년 12월 14일~                              | 자유민주당                                     |                                                      |

## 최장 재임
- 스가 요시히데(2822일)

## 같이 보기
- 일본 내각
- 일본 내각관방